# Vysoká škola ekonomická v Praze
Vysoká škola ekonomická v Praze (VŠE) je veřejná vysoká škola zaměřená na výuku ekonomických studijních programů se sídlem v Praze, přičemž jedna z fakult je umístěna v Jindřichově Hradci. Byla založena v roce 1953 a dnes je největším univerzitním pracovištěm ekonomického zaměření v České republice. Rektorem je od dubna 2022 Petr Dvořák.

## Přehled fakult
| Název                            | Zkratky | Děkan                                 |
| -------------------------------- | ------- | ------------------------------------- |
| Fakulta financí a účetnictví     | F1, FFÚ | prof. Ing. Petr Musílek, Ph.D.        |
| Fakulta mezinárodních vztahů     | F2, FMV | doc. Ing. Martina Jiránková, Ph.D.    |
| Fakulta podnikohospodářská       | F3, FPH | prof. Ing. Jiří Hnilica, Ph.D.        |
| Fakulta informatiky a statistiky | F4, FIS | prof. Ing. Jakub Fischer, Ph.D.       |
| Národohospodářská fakulta        | F5, NF  | Ing. Adéla Zubíková, Ph.D.            |
| Fakulta managementu              | F6, FM  | doc. Ing. Bc. Mojmír Sabolovič, Ph.D. |

## Historie

### Předchůdci

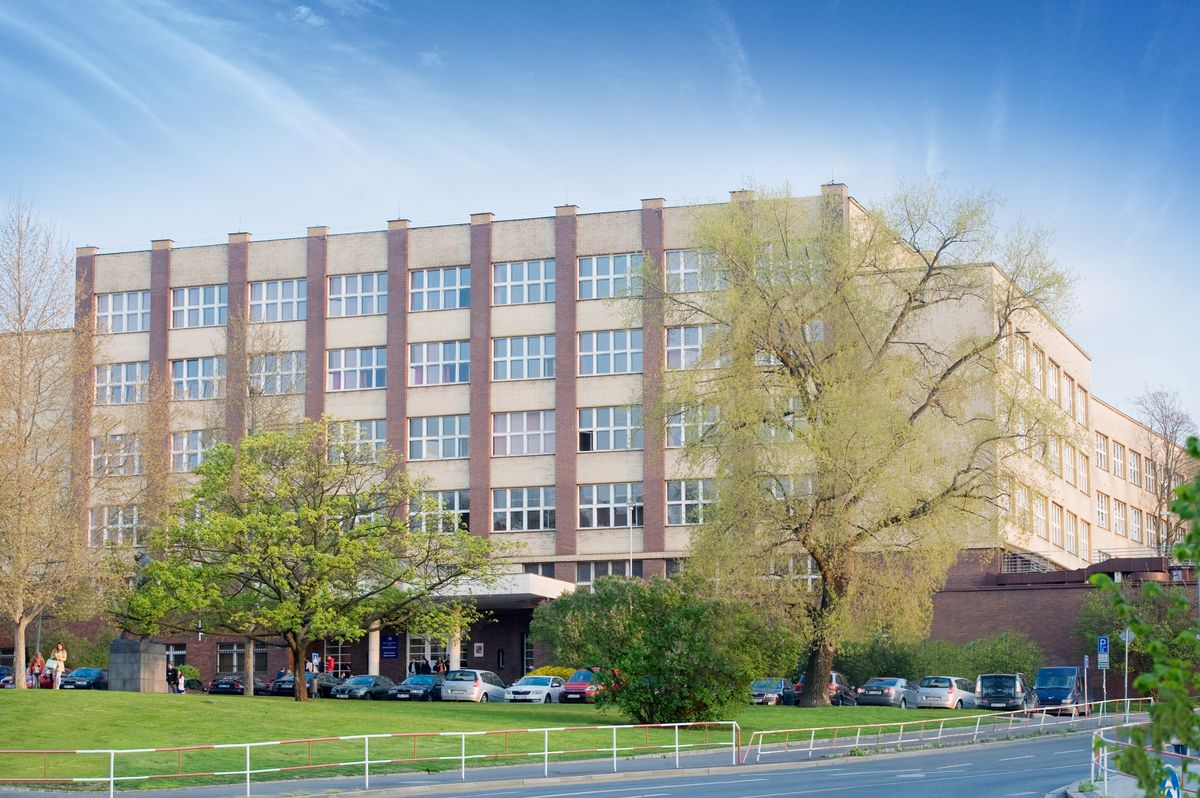
Stará budova VŠE na náměstí Winstona Churchilla, Praha

#### Vysoká škola obchodní v Praze
Vysoká škola obchodní v Praze (VŠO) byla zřízena v roce 1919. Při její reorganizaci v roce 1929 došlo k prodloužení studia na čtyři roky a VŠO byla včleněna do ČVUT a bylo potvrzeno „stavovské označení“ inženýr (Ing.) pro absolventy. V roce 1934 VŠO získala pravomoc udílet doktorát věd obchodních (RCDr.). O pět let později, 17. listopadu 1939, byla VŠO společně s ostatními českými vysokými školami uzavřena německými nacisty.
Její činnost byla obnovena po porážce Německa v roce 1945. Po komunistickém převratu v roce 1948 proběhly čistky mezi učiteli i studenty a VŠO byla přejmenována na Vysokou školu věd hospodářských (VŠVH). Již v roce 1949 byla VŠVH zrušena, její posluchači mohli ještě dostudovat (do července 1953). Zdeněk Nejedlý zrušil v roce 1950 zákon o vysokých školách a reformoval je v duchu komunistické totality, zrušeno bylo i udílení titulů a stavovských označení absolventům. Byl také založen folklórní soubor VŠPHV – dnešní soubor Gaudeamus.

#### Vysoká škola politických a hospodářských věd v Praze
Studium na nové vysoké škole politických a hospodářských věd bude čtyřleté, jak je obvyklé na vysokých školách. Počítá se přibližně každým rokem se vstupem asi 1000 studentů do I. ročníku, takže při obvyklém zmenšování počtu studentů zkouškami průběhem studia možno počítati na této vysoké škole přibližně asi s 3.500 až 3.800 studenty ve všech čtyřech ročnících. Zachovává se možnost přístupu studentům na novou vysokou školu bez zkoušky dospělosti, popřípadě bez vzdělání na vyšší střední škole; tato zásada jest však přechodnou a odpadne, jakmile zevšeobecní studium na školách III. stupně. Přijímání studentů bude regulováno přijímacími zkouškami.
Koncepce fungování VŠPHV v roce 1949
Vysoká škola politických a hospodářských věd v Praze (VŠPHV) byla oficiálně založena zákonem č. 227/1949 Sb. ze dne 14. října 1949, který po usnesení Národním shromážděním republiky československé podepsali Klement Gottwald, Antonín Zápotocký a Zdeněk Nejedlý, a nahradila Vysokou školu politickou a sociální (VŠPS). Úkolem hospodářské fakulty bylo vychovávat vedoucí pracovníky v průmyslu, ve finanční správě, v oboru práce a sociální péče, v obchodu a organizační pracovníky průmyslových a obchodních podniků. Politicko-diplomatická fakulta připravovala budoucí státní zaměstnance i diplomatické (konzulární) úředníky. Fakulta společenských nauk měla vychovávat novináře, kteří měli nastoupit do rozhlasu, tiskových kanceláří, tisku, atd. a zároveň měla vychovat učitele marxismu-leninismu.
V akademickém roce 1951/52 působilo na fakultě hospodářské devět kateder: politická ekonomie, národohospodářské plánování, ekonomika průmyslu, ekonomika zemědělství, ekonomika práce, finance a úvěr, vnitřní obchod, zahraniční obchod a statistika. Od roku 1952/53 přešla výuka předmětů do gesce bývalé katedry národohospodářského plánování a ekonomiky práce (pod katedrami plánování, katedrou účetnictví a katedrou technologie a zbožíznalství). Ve stejném období byla při katedře politické ekonomie zřízena samostatná sekce hospodářského zeměpisu. Na stejné fakultě působila též katedra neslovanských jazyků a katedra ruského jazyka.
Na fakultě společenských věd působily v roce 1951/52 katedry historie (sekce dějin VKS a KSČ, sekce českých a slovenských dějin a sekce světových dějin), katedra filosofie, katedra českého a slovenského jazyka a literatura, katedra jazyků. V roce 1953 byla zřízena samostatná katedra dějin KSČ, katedra dějin KSSS a katedra dějin dialektického a historického materialismu. Na fakultě politicko-diplomatické, přejmenované od roku 1952/53 na fakultu mezinárodních vztahů, působily katedry státu a práva a katedra mezinárodních vztahů a od roku 1952/53 i katedra zahraničního obchodu.
V čele kateder VŠPHV stáli pedagogové a vědci, kteří byli zastánci politiky KSČ: rektor VŠPHV Ladislav Štoll, protektor Jiří Hájek, vedoucí kateder Miroslav Kadlec a Felix Oliva (katedra ekonomie), Antonín Hodek (katedra národohospodářského plánování), Oldřich Říha (katedra historie), Jiří Hájek (katedra dělnického hnutí), Pavel Levin a Květoslav Inneman (katedra lidové demokracie) a Ladislav Štoll (katedra filosofie).
Na VŠPHV byli přednostně přijímáni absolventi dělnických kursů (tzv. ÁDéKáři),[zdroj?] kteří často ze školy odcházeli bez dosažení diplomu.[zdroj?] Během další vlny transformace vysokých škol v Československu v roce 1953, byly dvě fakulty VŠPHV začleněny do University Karlovy: fakulta společenských nauk do filosoficko-historické fakulty, fakulta politicko-diplomatická se stala samostatnou fakultou mezinárodních vztahů. Z dosavadní hospodářské fakulty Vysoké školy politických a hospodářských věd v Praze byla na základě vládního nařízení č. 40 ze dne 19. srpna 1952 o dalších změnách v organizaci vysokých škol dnem 1. září 1953 zřízena Vysoká škola ekonomická v Praze.

### Vysoká škola ekonomická

#### Padesátá léta
Nově zřízená Vysoká škola ekonomická (VŠE) se dělila na fakulty všeobecně ekonomickou, výrobně ekonomickou, vnitřního obchodu, financí a úvěru a na fakultu statistiky a obdržela budovu někdejší učňovské školy (dnešní Stará budova). V roce 1958 byla zřízena strojně početní stanice, předchůdkyně dnešního výpočetního centra (první počítač instalován v roce 1968).[zdroj?]
Po další reorganizaci v roce 1959 měla VŠE čtyři fakulty: Fakultu politické ekonomie (vznikla sloučením Fakulty financí a úvěru, Fakulty statistiky a Fakulty všeobecně ekonomické), Fakultu výrobně ekonomickou a Fakultu obchodní (dříve Fakulta vnitřního a zahraničního obchodu, dále jen obor vnitřního resp. zahraničního obchodu) a Institut národohospodářského plánování (pouze pro postgraduální studium).

#### Šedesátá léta
V roce 1965 vstoupila VŠE do mezinárodní studentské organizace AIESEC. O rok později byly obnoveny akademické tituly – absolventi VŠE získávali titul inženýr (již ne pouhé „stavovské označení“, do té doby označováni jako „promovaní ekonomové“) a poprvé byli na VŠE akademičtí funkcionáři voleni. V roce 1968 byla Fakulta politické ekonomie přejmenována na Národohospodářskou fakultu, Fakulta výrobně ekonomická a Fakulta obchodní zůstaly, Institut národohospodářského plánování získal název Fakulta řízení. Z těchto čtyř fakult se poté VŠE skládala po celá 70. a 80. léta. Někteří učitelé i studenti se účastnili reformního procesu, proběhla rehabilitace studentů vyloučených od roku 1948,[zdroj?] nenásilný odpor proti okupaci Československa vojsky Varšavské smlouvy a listopadová stávka studentů. Řada pracovníků a posluchačů emigrovala.

#### Normalizace
Na počátku normalizace probíhaly stranické prověrky a čistky mezi zaměstnanci (VŠE opustilo 192 pracovníků) a byl zřízen Ústav marxismu-leninismu. Důraz byl nově kladen na boj proti revizionismu v ekonomii, práce neprověřených autorů se vyřazovaly ze studijní literatury a z knihoven.[zdroj?] V roce 1974 byly z Národohospodářské fakulty na Fakultu řízení převedeny některé katedry a studijní obory, takže i na této fakultě probíhalo denní a dálkové studium. Denní studium na VŠE bylo zkráceno na čtyři roky (později na některých oborech opět prodlouženo). Během sedmdesátých let se také stavěla Nová budova. V roce 1988 Profesor Jireš založil Univerzitu třetího věku a rok poté byla do provozu uvedena budova menzy. Proběhla studentská stávka za podpory většiny učitelů a zaměstnanců,[zdroj?] která přispěla k sametové revoluci v Československu.

#### Devadesátá léta

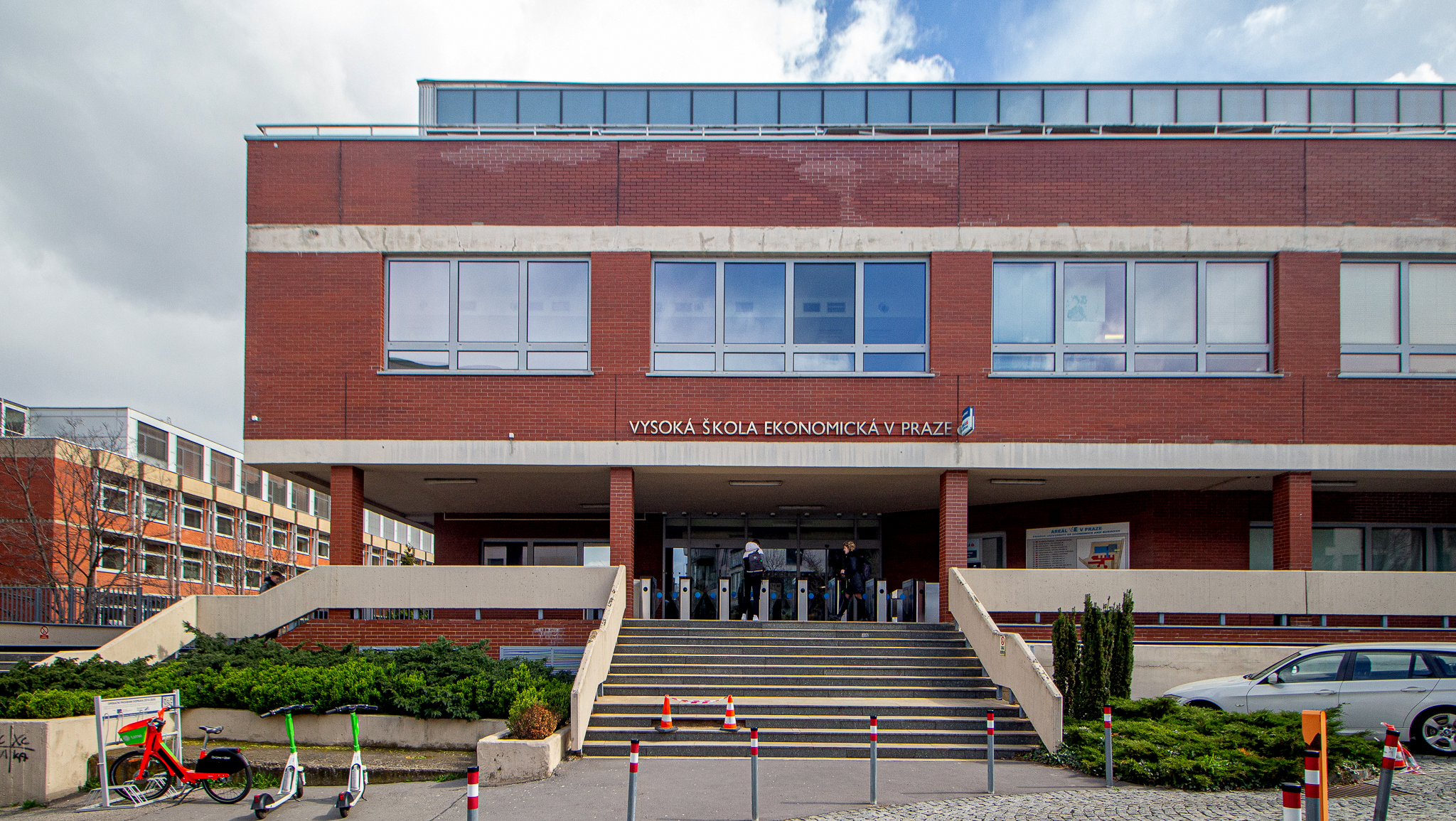
Rajská budova VŠE v Praze na Žižkově

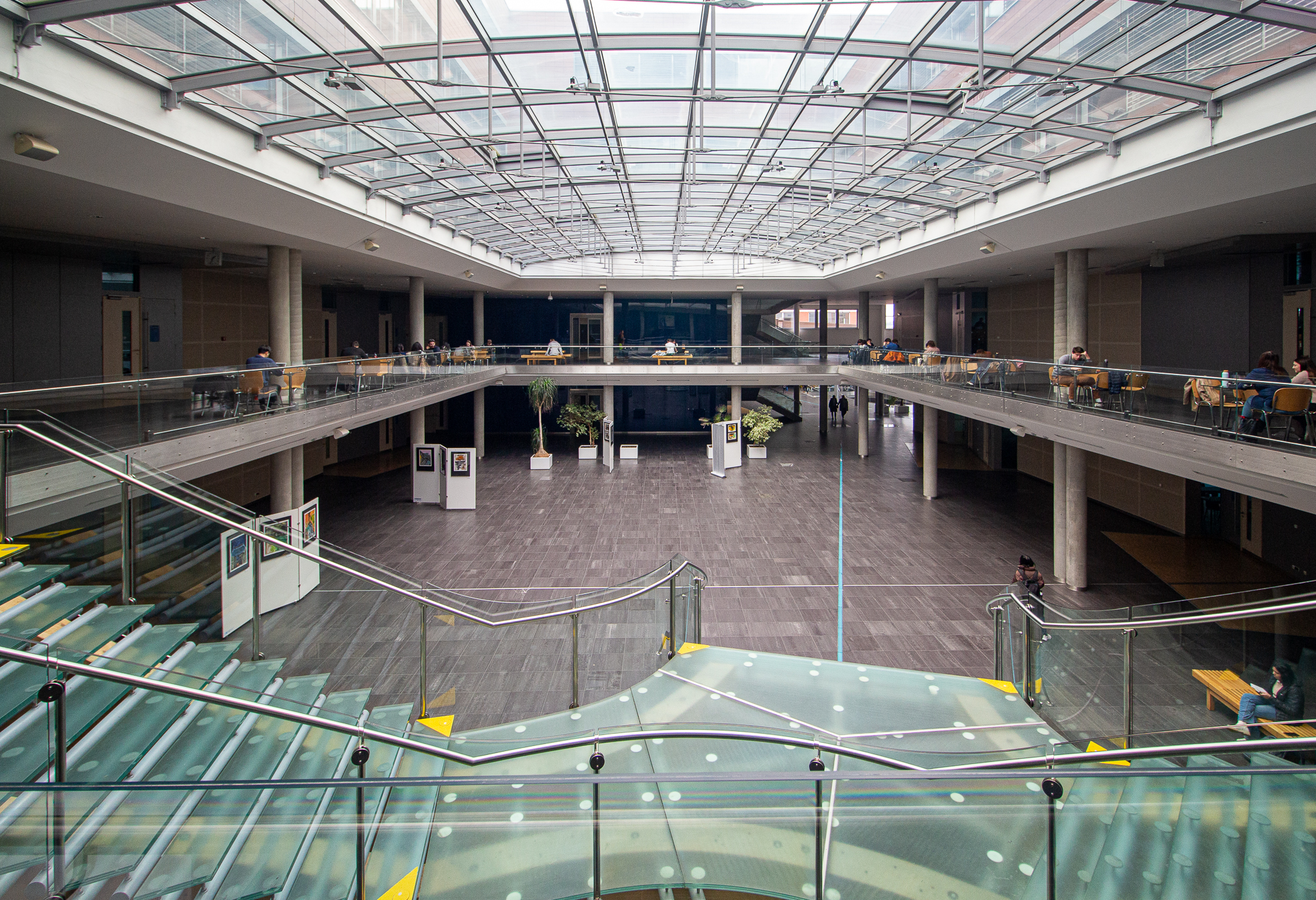
Rajská budova VŠE, moderní interiér dvorany

V letech 1990 až 1991 proběhla celková přeměna VŠE, spojená s rozsáhlými personálními změnami, v obsahu studia došlo k zásadním změnám. Na základě nového vysokoškolského zákona (1990) proběhly první volby akademických senátů a akademických funkcionářů. Vzniklo pět nových fakult: Fakulta financí a účetnictví, Fakulta mezinárodních vztahů, Fakulta podnikohospodářská, Fakulta informatiky a statistiky a Fakulta národohospodářská. Jako první vysoká škola v Československu zavedla VŠE od akademického roku 1991/92 kreditní systém studia.[zdroj?] Studium bylo nově organizováno jako třístupňové: bakalářské, inženýrské a doktorské. Byl také založen Spolek absolventů a přátel VŠE. V roce 1994 byl dokončen areál VŠE na Jižním Městě, kde je soustředěno především studium v prvním ročníku. V roce 1998 byla VŠE přijata za řádného člena Společenství evropských manažerských škol (CEMS). Součástí VŠE se stala šestá fakulta – Fakulta managementu v Jindřichově Hradci, která předtím byla součástí Jihočeské univerzity. Také byla dokončena Nová (nyní Vencovského) aula v areálu na Žižkově. Rok poté byla VŠE přijata do celosvětové asociace ekonomických a manažerských škol PIM. V roce 1999 byla také poprvé udělena Medaile Aloise Rašína, nadále udělovaná osobnostem za přínos škole nebo ekonomii obecně. Také byl založen Studentský list, nezávislý měsíčník studentů VŠE.

#### První léta

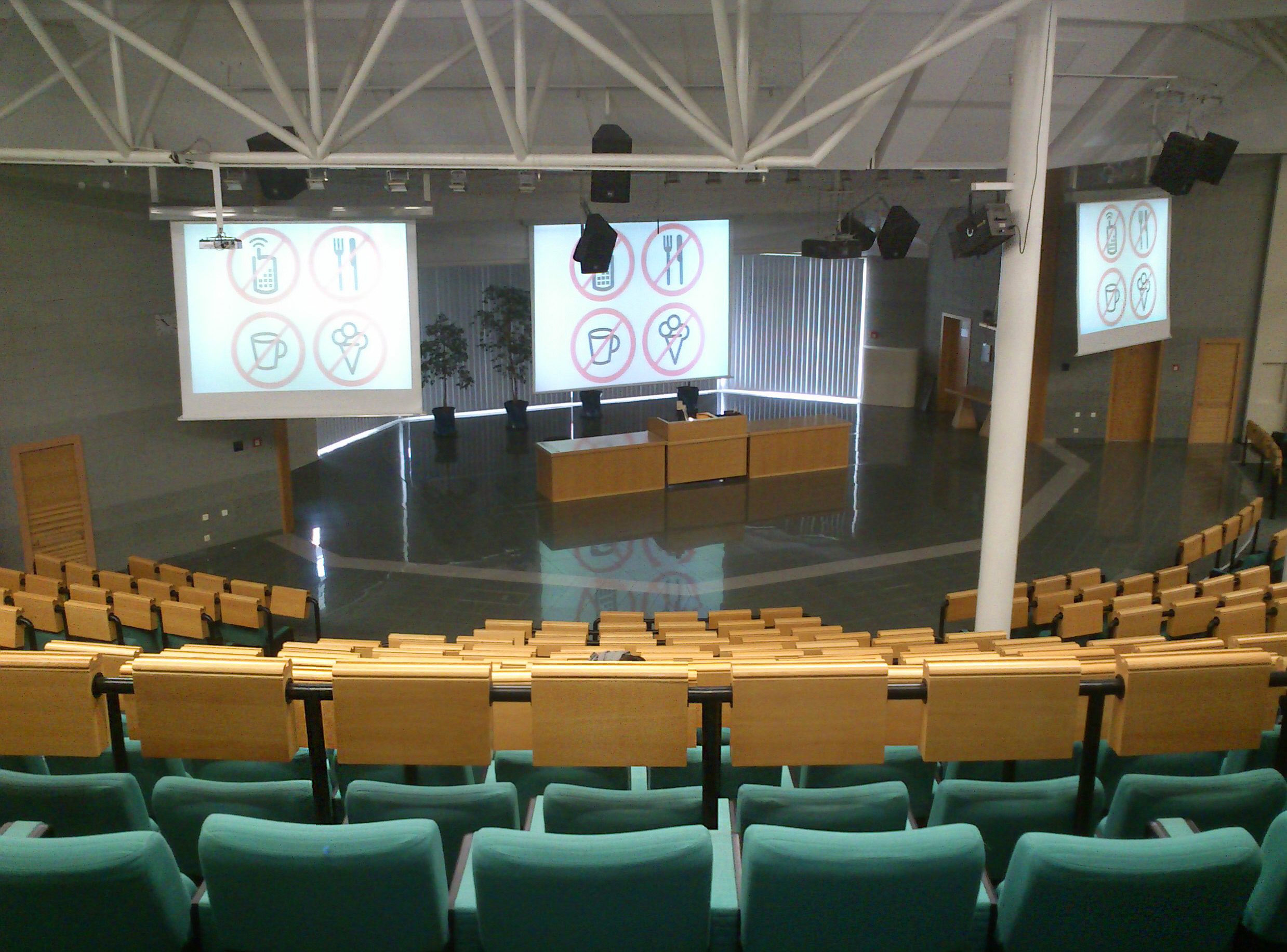
Vencovského aula na VŠE

Od září 2005 začaly první fakulty přecházet na systém evropských kreditů ECTS. Na podzim byla také otevřena Rajská budova v areálu školy na Žižkově. Jedná se o sedmipatrovou stavbu v jejichž dvou nejnižších patrech jsou přednáškové místnosti a atrium sloužící mimo jiné i k výstavám a různým workshopům. V dalších patrech jsou pak umístěny kabinety kateder a další místnosti sloužící převážně Fakultě podnikohospodářské. Spolu se stavbou Rajské budovy byla provedena i rekonstrukce budovy menzy, kde jsou umístěny i místnosti CTVS (Centrum tělesné výchovy a sportu – součást VŠE).
V roce 2007 byly přejmenovány dvě největší posluchárny VŠE v areálu Žižkov – v Nové budově VŠE je to Aula profesora Františka Vencovského a ve Staré budově VŠE Aula profesora Jiřího Likeše. Z podnětu rektora prof. Hindlse bylo založeno Středisko handicapovaných studentů VŠE (SHS VŠE), které se snaží o lepší integraci studentů se specifickými sluchovými, zrakovými a pohybovými nároky. Také vzniklo Rozvojové a poradenské centrum (RPC VŠE), které je kontaktním místem pro partnery a sponzory VŠE, poskytuje studentům poradenské služby (personalistika, psychologie aj.) a organizuje společenské akce pro absolventy a přátele VŠE (Den s VŠE – setkání absolventů, později i Ples VŠE a tak dále). Na konci května hostila ve Vencovského aule VŠE koncert Pražského jara 2007.
Dalšího roku byl uveden do provozu nový studijní informační systém. VŠE poprvé získala ocenění pro nejlepší ekonomickou univerzitu ve střední a východní Evropě. Cenu, kterou uděluje na základě hodnocení cca tisícovky rektorů z celého světa společnost Eduuniversal, přebral v Paříži v Burzovním paláci rektor VŠE prof. Hindls. Stejné ocenění získala poté VŠE i v letech 2009, 2010 a 2011. V roce 2009 začala VŠE nabízet MBA studium v rámci svého institutu International School of Business and Management, otevřela sportovní centrum v Praze na Třebešíně a dokončila výstavbu Informačního a knihovnického centra Fakulty managementu VŠE v Jindřichově Hradci a výstavbu zasedací místnosti rektorátu v 1. patře Nové budovy. V tomtéž roce VŠE jako první univerzita v Česku získala od Evropské unie certifikát ECTS label, deklarující plnou srovnatelnost studijních programů VŠE s mezinárodní úrovní.[zdroj?]

#### Desátá léta

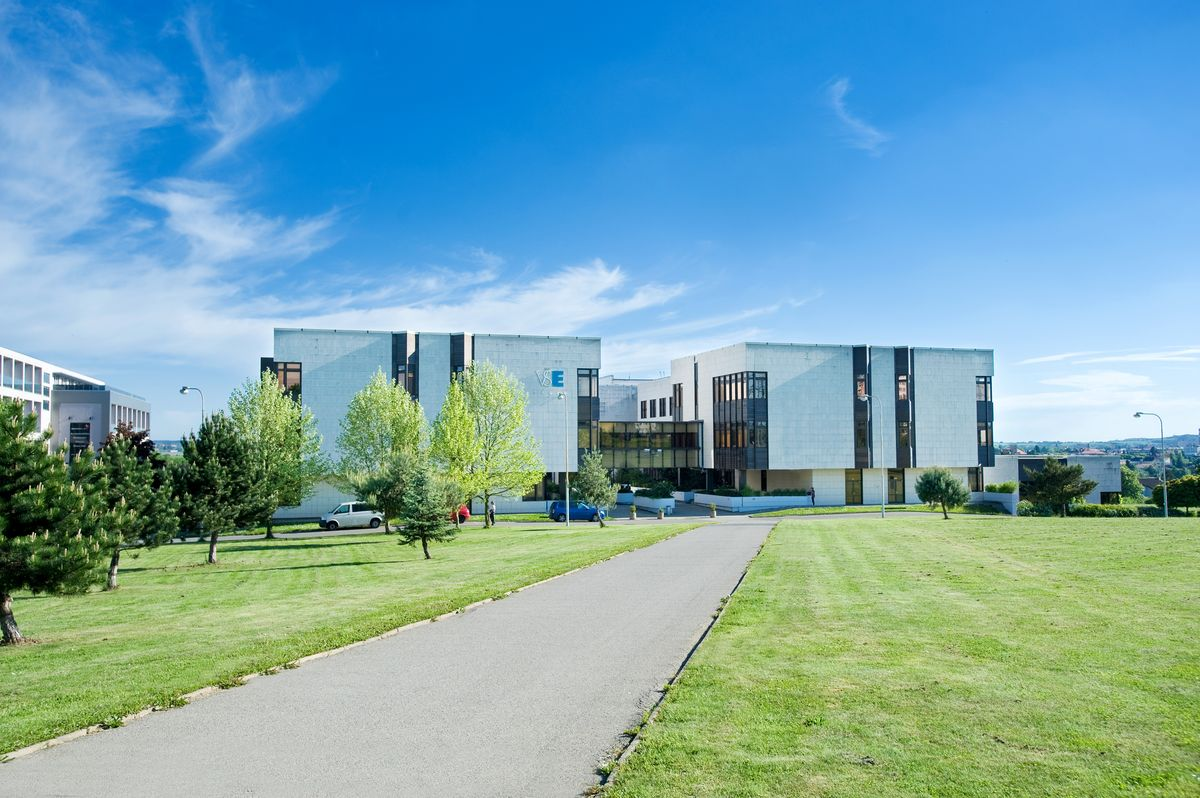
Komplex VŠE na Jižním Městě

Na začátku další dekády byla obnovena tradice Plesu VŠE (plesy VŠE se konaly především v 80. letech 20. století jako podzimní Beanie a na jaře jako Jarní ples VŠE; v 90. letech a po roce 2000 ples postupně zanikl).[zdroj?] Obnovený Ples VŠE se konal v Národním domě na Vinohradech za účasti asi 1 000 návštěvníků.[zdroj?] V roce 2011 postoupily Basketbalistky VŠE do nejvyšší soutěže žen "Excelsior ŽBL" (extraliga) v České republice, když v play off finále 1. ligy vyřadily tým Sparty Praha. Dalšího ročníku obnoveného Plesu VŠE konaném v Paláci Lucerna se zúčastnilo 3 500 návštěvníků. Do všech prostor tohoto paláce přišlo na Ples VŠE 3 500 návštěvníků.[zdroj?]
S blížícím se 60. výročím založení VŠE založil v roce 2012 rektor Hindls Poradní skupinu rektora pro dějiny VŠE. Ta má za úkol sbírat cenné materiály, organizovat rozhovory s pamětníky, digitalizovat fotoarchiv apod. Třetí ročník Plesu VŠE se uskutečnil 5. prosince 2012 opět v Paláci Lucerna. V roce 2012 byla také dokončena nástavba patra západního křídla Nové budovy VŠE. Následujícího roku Basketbalistky VŠE v nejvyšší české basketbalové soutěži žen "Excelsior ŽBL" (extraliga) skončily na 7. místě a dosáhly tak svého dosud nejlepšího výsledku, akademický senát VŠE na návrh rektora Hindlse rozhodl o zřízení Centra pro dějiny VŠE a byla zahájena přestavba a rekonstrukce budovy 6. fakulty (FM) v Jindřichově Hradci. VŠE se také poprvé umístila v žebříčku QS-Ranking, který vyhlašuje 700 nejlepších univerzit světa. Stala se tak čtvrtou vysokou školou České republiky, které se podařilo umístit se v tomto žebříčku. V roce 2014 vznikla Unie studentů VŠE a v roce 2015 byla zahájena kompletní rekonstrukce Staré budovy VŠE.

#### Dvacátá léta
MBA program Fakulty podnikohospodářské získal v roce 2021 akreditaci AMBA.

## Studium
Vysoká škola ekonomická přijímá studenty do bakalářských studijních programů na základě výsledků vlastních přijímacích zkoušek nebo na základě nejlepšího skóre v Národních srovnávacích zkouškách. Přijímací testy, které tvoří škola sama, jsou založeny na znalosti gymnaziální matematiky a alespoň jednoho cizího jazyka (dvou na Fakultě mezinárodních vztahů) na úrovni B2.
Studium v bakalářských studijních programech trvá standardně 3 roky (6 semestrů), s možností bezplatného prodloužení o jeden rok, v inženýrských studijních programech 2 roky (4 semestry), rovněž s možností bezplatného prodloužení o jeden rok. Škola nabízí řadu doktorských studijních programů, jejichž standardní délka je tři až čtyři roky.
Mezi studijní povinnosti patří typicky oborově volitelné předměty, fakultně volitelné předměty, celoškolsky volitelné předměty, jazyková výuka, tělesná výchova a další. Studium je v každém cyklu zakončeno obhajobou vysokoškolské kvalifikační práce (bakalářské, diplomové, disertační) a státní závěrečnou zkouškou z vybraných předmětů.

## Studentský život
VŠE je největší ekonomickou univerzitou v České republice a třetí největší vysokou školou v Praze. Výuka probíhá ve dvou areálech v Praze (Žižkov, Jižní Město) a jednom v Jindřichově Hradci (netýká se studentů přijatých do Prahy).

### Studentské organizace
Na VŠE působí více než padesát studentských organizací a spolků.[zdroj?] Mezi studentské spolky patří například pobočky mezinárodních studentských organizací jako je AIESEC, Erasmus Student Network, Evropské fórum studentů AEGEE nebo Oikos International. Dalšími spolky jsou například 4FIS, Business IT Club, Junior Diplomat Initiative, SKOK, Orchestr Vysoké školy ekonomické, Filmový klub, Klub cestovatelů VŠE, Klub investorů, Klub podnikatelů, VŠE-Connect, Divadelní spolek FaMa Fakulty Managementu, CUFR - Klub studentů cestovního ruchu a mnoho dalších.
Některé studentské spolky pořádají přednášky na které zvou osobnosti veřejného života a byznysu. Studenti také každoročně organizují akce na podporu dárcovství krve a od roku 2011 ve spolupráci s IKEM i kostní dřeně.[zdroj?] Pravidelnými studentskými periodiky na Vysoké škole ekonomické jsou časopisy iList a BuddyUP a webový portál iList.cz.

### Koleje a stravování
VŠE vlastní tři areály kolejí v Praze a jeden v Jindřichově Hradci. V Praze patří VŠE část kolejí Jižní Město, vlastní areál kolejí na Jarově a Rooseveltova kolej v Holešovicích. V Jindřichově Hradci VŠE vlastní Švecovu kolej. Studenti mají k dispozici vlastní menzy (Žižkov, Jarov, Jižní Město) nabízející obědy i večeře.

### Sport
Studenti mají k dispozici několik sportovišť, z nichž dvě se v Praze nacházejí v areálu na Žižkově a jedno na Třebešíně. Ve většině oborů patří k studijním povinnostem absolvování jednoho nebo dvou semestrů tělesné výchovy. Venkovní sportoviště jsou rovněž dostupná v areálech vysokoškolských kolejí na Jižním městě a na Jarově.

## Nabízené studijní programy

### Bakalářské studium
| Fakulta                          | Bakalářské studijní programy |
| -------------------------------- | --- |
| Fakulta financí a účetnictví     | Bankovnictví a pojišťovnictví, Finance, Účetnictví a finanční řízení podniku, Vzdělávání v ekonomických předmětech, Zdanění a daňová politika                                                            |
| Fakulta mezinárodních vztahů     | Cestovní ruch, Manažer obchodu, Mezinárodní obchod, Mezinárodní studia a diplomacie, Bachelor of International Business (v angličtině), International and Diplomatic Studies (v angličtině)              |
| Fakulta podnikohospodářská       | Arts management, Podniková ekonomika a management, Bachelor of Business Administration (v angličtině) |
| Fakulta informatiky a statistiky | Informační média a služby, Aplikovaná informatika, Multimédia v ekonomické praxi, Matematické metody v ekonomii, Sociálně-ekonomická demografie, Statistické metody v ekonomii, Statistika a ekonometrie |
| Národohospodářská fakulta        | Ekonomie, Národní hospodářství, Veřejná správa a regionální rozvoj, Bachelor of Economics (v angličtině)                                                                                                 |
| Fakulta managementu              | Management |

### Magisterské studium
| Fakulta                          | Navazující magisterské studijní programy |
| -------------------------------- | --- |
| Fakulta financí a účetnictví     | Bankovnictví a pojišťovnictví, Finance, Finance a oceňování a podniku, Finanční inženýrství, Účetnictví a finanční řízení podniku, Učitelství ekonomických předmětů pro střední školy, Zdanění a daňová politika, Master in Finance and Accounting (v angličtině)                                                                          |
| Fakulta mezinárodních vztahů     | Cestovní ruch, Evropská integrace, Mezinárodní obchod, Mezinárodní studia a diplomacie, Podnikání a právo, Economics of Globalisation and European Integration (v angličtině), International and Diplomatic Studies (v angličtině), International Business – Central European Business Realities (v angličtině)                            |
| Fakulta podnikohospodářská       | Arts management, Management, Management (v angličtině), International Management (v angličtině) |
| Fakulta informatiky a statistiky | Ekonometrie a operační výzkum, Ekonomická demografie, Kognitivní informatika, Informační management, Informační systémy a technologie, Statistika, Podniková informatika, Znalostní a webové technologie, Information Systems Management (v angličtině), Quantitative Economic Analysis (v angličtině), Official statistics (v angličtině) |
| Národohospodářská fakulta        | Ekonomie, Hospodářská politika, Moderní hospodářské dějiny, Regionalistika a veřejná správa, Ekonomická žurnalistika |
| Fakulta managementu              | Management |

### Doktorské studium
| Fakulta                          | Doktorské programy (všechny akreditovány i v anglickém jazyce)                                                     |
| -------------------------------- | --- |
| Fakulta financí a účetnictví     | Finance, Účetnictví a finanční řízení podniku                                                                      |
| Fakulta mezinárodních vztahů     | Mezinárodní politické vztahy, Mezinárodní ekonomické vztahy, Obchodní a mezinárodní hospodářské právo, Politologie |
| Fakulta podnikohospodářská       | Ekonomie, Podniková ekonomika a management                                                                         |
| Fakulta informatiky a statistiky | Aplikovaná informatika, Ekonometrie a operační výzkum, Statistika                                                  |
| Národohospodářská fakulta        | Ekonomická teorie, Hospodářská politika, Hospodářské a politické dějiny 20. století                                |
| Fakulta managementu              | Management |

## Věda a výzkum
Vysoká škola ekonomická se podílí na výzkumu a jiných vědeckých aktivitách v oboru ekonomie, politiky, informatiky, obchodu, financí a dalších disciplínách. Rozhodujícím orgánem pro tuto oblast je Vědecká rada VŠE, jejímiž členy jsou akademici různých vysokých škol a profesionálové ze soukromé i státní sféry. Počet vědeckých výstupů školy roste i vzhledem ke změnám financování vysokých škol (zejména kvalitativních a výkonových ukazatelů), přičemž základní rámec pro vědu vychází z Dlouhodobého záměru VŠE na léta 2011 až 2015.[zdroj?]
Vědeckými časopisy Vysoké školy ekonomické jsou: Acta Informatica Pragensia, Acta Oeconomica Pragensia, Central European Business Review, Český finanční a účetní časopis, E-LOGOS, Ekonomika a management, European Financial and Accounting Journal, Oceňování, Politická ekonomie, Prague Economic Papers, Regionální studia, Současná Evropa, Systémová integrace a Working Papers FMV.

## Seznam rektorů
1. Vladimír Sedlák (1953–1966)
2. Vladimír Kadlec (1966–1968)
3. Ladislav Veltruský (1968–1970)
4. Stanislav Hradecký (1970–1985)
5. Antonín Brůžek (1985–1990)
6. Věněk Šilhán (1990–1991)
7. Štěpán Müller (1991–1994)
8. Jan Seger (1994–2000)
9. Jaroslava Durčáková (2000–2006)
10. Richard Hindls (2006–2014)
11. Hana Machková (2014–2022)
12. Petr Dvořák (2022–dosud)

## Známí absolventi
- Jana Bobošíková, politička a novinářka
- Jiří Dolejš, politik
- Vladimír Dlouhý, politik, ekonom
- Jan Fischer, bývalý předseda vlády České republiky a statistik
- Robert Holman, ekonom, člen bankovní rady České národní banky
- Martin Jahn, bývalý vicepremiér pro ekonomiku
- Eduard Janota, bývalý ministr financí
- Stanislava Hronová, statistička
- Tomáš Ježek, bývalý ministr pro privatizaci a správu národního majetku
- Petr Kellner, investor
- Václav Klaus, bývalý prezident České republiky
- Valtr Komárek, ekonom a politik
- Václav Kotal, fotbalista a trenér
- Pavel Mertlík, ekonom, bývalý ministr financí
- Ivan Mládek, hudebník
- Jiří Paroubek, bývalý předseda vlády České republiky
- Jiří Rusnok, guvernér České národní banky
- Miroslav Singer, bývalý guvernér České národní banky
- Milan Sojka, ekonom a pedagog
- Josef Šíma, ekonom
- Miroslav Šlouf, lobbista, bývalý politik
- Josef Tošovský,  bývalý předseda vlády České republiky, bývalý guvernér České národní banky
- Zdeněk Tůma, bývalý guvernér ČNB
- Jan Weber, sportovec
- Jiří Weigl, ekonom, člen Národní ekonomické rady vlády
- Miroslav Zámečník, ekonom, člen Národní ekonomické rady vlády
- Miloš Zeman, bývalý předseda vlády České republiky, bývalý prezident České republiky
- Josef Zieleniec, politik